# Dimargaritals
Els dimargaritals (Dimargaritales) són un ordre de fongs kickxel·lomicots de la classe Dimargaritomycetes.
Són fongs paràsits.